# Nemoraea longicornis
Nemoraea longicornis là một loài ruồi trong họ Tachinidae.